# Chiesa di Sant'Antonin
La chiesa di Sant'Antonino martire, vulgo Sant'Antonin, è un edificio religioso della città di Venezia, situato nel sestiere di Castello lungo la salizada omonima.
Anticamente parrocchiale, quindi vicariale dipendente da San Giovanni in Bragora, oggi, benché rimanga proprietà del patriarcato di Venezia, è chiusa al culto e ospita periodicamente mostre di arte contemporanea. La cappella centrale però viene ancora utilizzata per le celebrazioni.

## Storia
Le notizie sulle origini della chiesa sono scarse e contraddittorie: Flaminio Corner la crede fondata dai Badoer nel VII secolo, mentre Giovanni Battista Gallicciolli ne colloca la costruzione nell'817, senza tuttavia motivare l'informazione; la prima citazione documentaria, invece, risale al 1147. Impossibile, inoltre, datare il titolo di parrocchiale, cui fu aggiunto quello di collegiata nel 1711.
Nel 1810, durante le soppressioni napoleoniche, fu retrocessa a succursale di San Giovanni in Bragora.
Nel 2010 si è concluso un importante restauro del complesso, che aveva imposto la chiusura della chiesa per un ventennio. Durante i lavori sono stati portati alla luce, oltre alle fondazioni dei precedenti impianti, un sarcofago dei primi del Trecento e alcune ceramiche quattrocentesche.

## Edificio

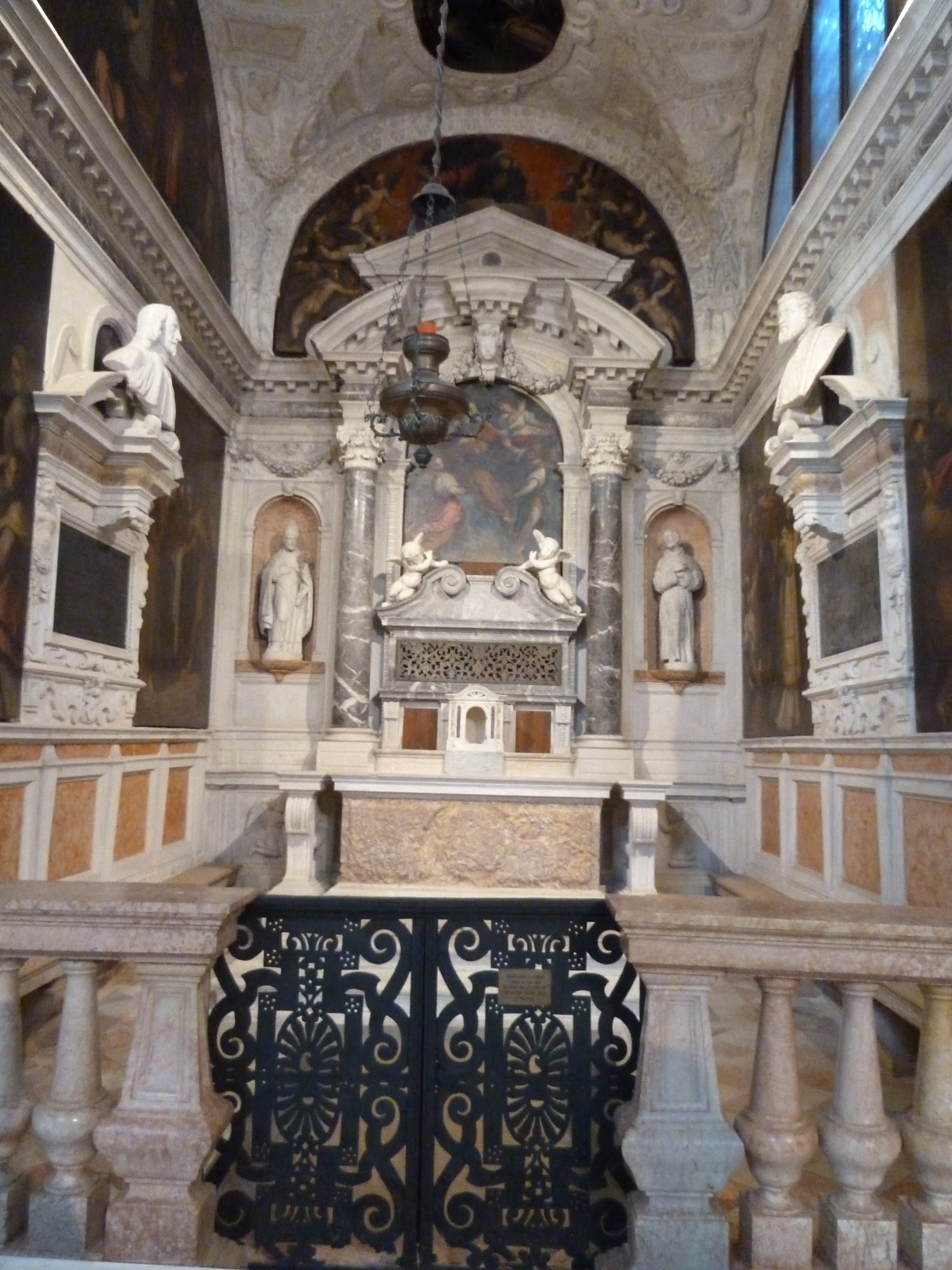
Cappella di San Saba.

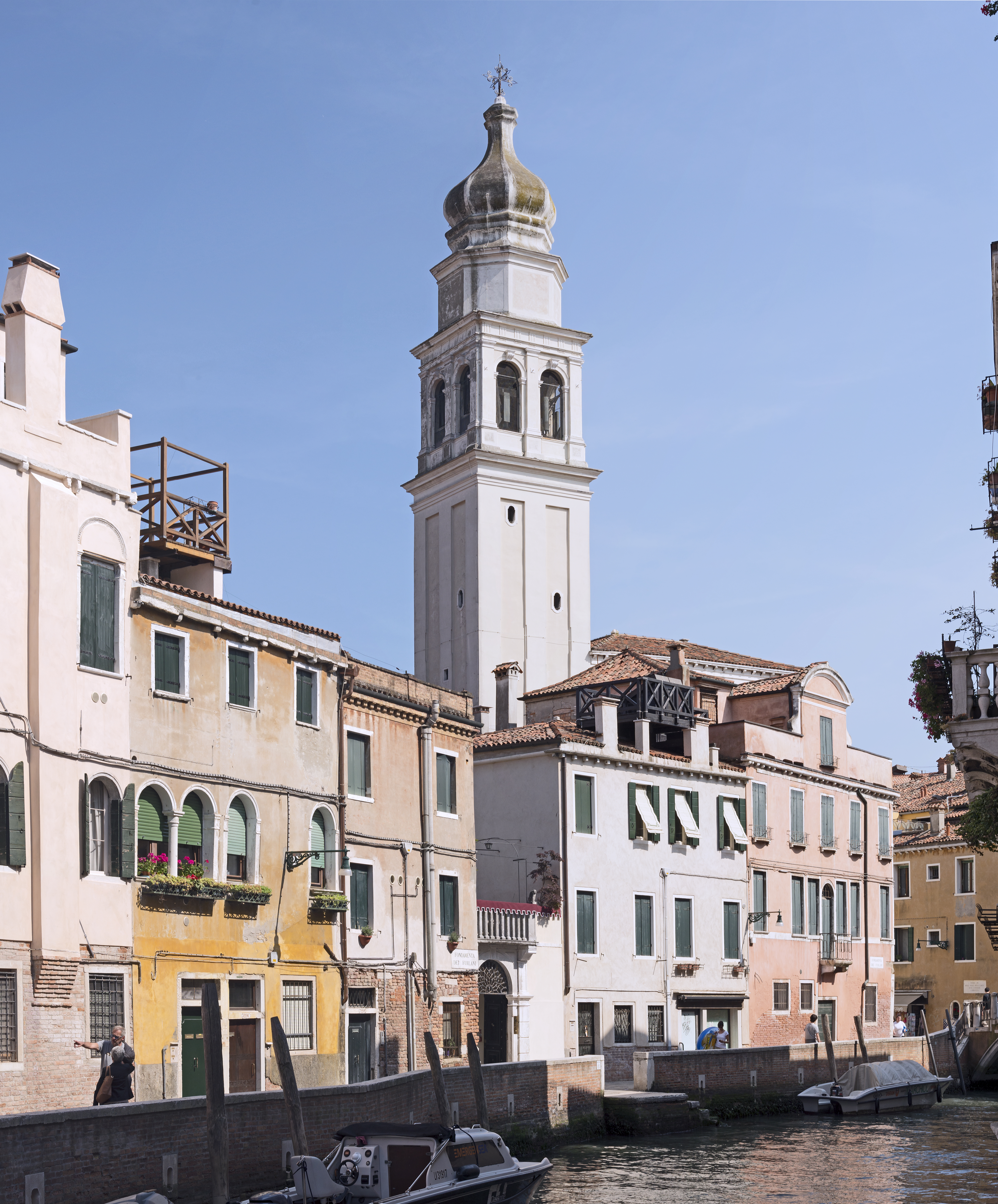
Il campanile.

Si pensa che Sant'Antonin abbia avuto una prima ricostruzione in stile veneto-bizantino tra il XII secolo e il XIII secolo. Subì in seguito vari rifacimenti che le diedero un aspetto gotico: nella pianta di Jacopo de' Barbari (1500) appare con tre navate, con il fianco destro abbellito da lesene coronate da archetti pensili e con il campanile a cuspide conica.
Nella seconda metà del XVII secolo fu completamente riedificata (i lavori si conclusero con la consacrazione del 1680), su progetto attribuito a Baldassare Longhena, il quale fu in effetti supervisore dei lavori.
Gli esterni della chiesa sono molto modesti e della facciata si citano solo il finestrone circolare e il portale d'ingresso. 
L'interno è a pianta quadrata e a navata unica, con una profonda cappella centrale affiancata da altari. Sul soffitto, emerge il dipinto Incontro di san Saba e sant'Antonin realizzato da un allievo di Sebastiano Ricci. Sull'altare a destra si trova una Madonna con Bambino di Angelo Marinali (fine XVII secolo), in origine conservata nella sala superiore della Scuola della Carità. Nella cappella maggiore, sulla parete sinistra, trovano posto il Giudizio universale di Giuseppe Heintz (1661) e, sulla parete destra, l'Uscita di Mosè dall'arca di Pietro Della Vecchia (XVII secolo). 
Degna di nota la cappella di San Saba, aperta sul lato sinistro, giuspatronato della famiglia Tiepolo. Qui il doge Lorenzo Tiepolo aveva posto le reliquie di san Saba Archimandrita, trafugate da San Giovanni d'Acri durante l'omonimo conflitto (anche se Marin Sanudo le dice traslate da Pietro Centranico nel 979) e restituite ai monaci greco-ortodossi solo nel 1965. Questo spazio fu rinnovato nel 1593 con la collaborazione di Melchisedech Longhena, Palma il Giovane, Alessandro Vittoria e Francesco Smeraldi. Sulle pareti si possono ammirare le Storie di San Saba, ciclo di otto dipinti del Palma, mentre sull'altare è stata collocata la Pietà, opera giovanile di Lazzaro Bastiani proveniente dalla scomparsa San Severo (XV secolo). A destra dell'altare si segnala il monumento funebre al procuratore Alvise Tiepolo con il suo busto realizzato dal Vittoria; anche gli stucchi che ornano la cappella sembrano rimandare a quest'ultimo.
Il campanile fu concluso nel 1750 su disegno - pare - dell'allora parroco Antonio Fusarini; è concluso da una cupoletta a cipolla raccordata alla cella campanaria da un tamburo ottagonale.